# Museo de la Fundación Gregorio Prieto
El Museo Gregorio Prieto, en Valdepeñas (España) es un museo de carácter privado vinculado a la Fundación Gregorio Prieto, institución que fue constituida por el propio pintor en la Cueva-Prisión de Medrano, en Argamasilla de Alba (Ciudad Real), el 12 de marzo de 1968 y que mediante documento notarial quedó adscrita al Ministerio de Cultura español. El museo fue inaugurado el 19 de febrero de 1990 por el rey Juan Carlos I.
Constituyen los fondos del museo más de 5.000 obras de Gregorio Prieto, de las cuales se exhiben una selección rotatoria de las más representativas de sus diferentes épocas, además de creaciones de otros artistas entre los que se encuentran Pablo Picasso, Francis Bacon, Giorgio de Chirico o Gutiérrez Solana, además de las obras premiadas en el Certamen de Dibujo Gregorio Prieto que la Fundación Gregorio Prieto convoca desde el año 1991. Junto a ello destacan asimismo las colecciones de arcángeles y de palomas del Espíritu Santo, objetos a los que tan aficionado fue el pintor que da nombre a este museo.
El edificio que alberga este museo pertenece a la arquitectura civil manchega de los siglos XVII-XVIII y conserva un dintel blasonado, una puerta tachonada y un patio de columnas toscanas coronada con una galería superior, abierta a su patio central. El cuerpo central de la casa y algunas zonas como la bodega, se conservan íntegramente, el resto es de nueva construcción. Por la riqueza y variedad de sus colecciones de pintura, dibujo, fotografía y collage, de las características arquitectónicas del edificio y las actividades culturales desarrolladas en él, está considerado uno de los museos privados más importantes de Castilla-La Mancha.
A finales del año 2021 el museo pasa a denominarse "Museo Gregorio Prieto" en lugar de su antiguo nombre "Museo de la Fundación Gregorio Prieto"
A comienzos del año 2023 el museo reabre sus puertas tras dos años y medio de reformas en las que se realiza una gran actualización y reestructuración a nivel museístico y de instalaciones; desde el acceso a personas con movilidad reducida, eficiencia energética, diseño de nuevas salas y de la colección permanente del museo, digitalización de la colección, implantación de audioguías para los visitantes y nueva página web .